# Copa del Món de Futbol de 2014 - Grup C
El Grup C de la Copa del Món de Futbol de 2014, disputada al Brasil, estava compost per quatre equips, que s'enfrontaren entre ells amb un total de sis partits. Quan van acabar aquests partits, els dos equips amb més punts es classificaren per a la fase següent.
El primer lloc d'aquest grup s'enfrontà contra el segon del grup D. El segon lloc del grup s'enfrontà al primer del grup D.
La competició es va disputar entre el 14 de juny i el 24 de juny de 2014.

## Integrants
El grup C estava integrat per les seleccions següents:
| Colòmbia | Grècia | Costa d'Ivori | Japó |

## Enfrontaments anteriors en Copa del Món
- Colòmbia - Grècia: Cap partit[1]
- Costa d'Ivori - Japó: Cap partit[2]
- Colòmbia - Costa d'Ivori: Cap partit[3]
- Japó - Grècia: Cap partit[4]
- Japó - Colòmbia: Cap partit[5]
- Grècia - Costa d'Ivori: Cap partit[6]

## Classificació final
| Pos | Equip         | PJ | PG | PE | PP | GF | GC | DG | Pts | Classificació        |
| --- | ------------- | -- | -- | -- | -- | -- | -- | -- | --- | -------------------- |
| 1   | Colòmbia      | 3  | 3  | 0  | 0  | 9  | 2  | +7 | 9   | Avança a segona fase |
| 2   | Grècia        | 3  | 1  | 1  | 1  | 2  | 4  | −2 | 4   | Avança a segona fase |
| 3   | Costa d'Ivori | 3  | 1  | 0  | 2  | 4  | 5  | −1 | 3   |                      |
| 4   | Japó          | 3  | 0  | 1  | 2  | 2  | 6  | −4 | 1   |                      |

## Partits

### Colòmbia - Grècia
| Colòmbia                                    | 3-0     | Grècia |
| ------------------------------------------- | ------- | ------ |
| Armero 5' · Gutiérrez 58' · Rodríguez 90+3' | Detalls |        |

| Colòmbia | Grècia |

| · COLÒMBIA:             |    |                         |     |     |
|                         |    |                         |     |     |
| GR                      | 1  | David Ospina            |     |     |
| LD                      | 18 | Camilo Zúñiga           |     |     |
| ZA                      | 3  | Mario Yepes (c.)        |     |     |
| ZA                      | 2  | Cristián Zapata         |     |     |
| LE                      | 7  | Pablo Armero            |     | 74' |
| VO                      | 6  | Carlos Sánchez          | 26' |     |
| VO                      | 8  | Abel Aguilar            |     | 69' |
| MD                      | 11 | Juan Guillermo Cuadrado |     |     |
| MC                      | 10 | James Rodríguez         |     |     |
| ME                      | 14 | Víctor Ibarbo           |     |     |
| AT                      | 9  | Teófilo Gutiérrez       |     | 76' |
| Canvis:                 |    |                         |     |     |
| MC                      | 15 | Alexander Mejía         |     | 69' |
| ZA                      | 4  | Santiago Arias          |     | 74' |
| AT                      | 21 | Jackson Martínez        |     | 76' |
| Entrenador:             |    |                         |     |     |
| Argentina José Pékerman |    |                         |     |     |

| · GRÈCIA:                |    |                           |     |     |
|                          |    |                           |     |     |
| GR                       | 1  | Orestis Karnezis          |     |     |
| LD                       | 15 | Vasilis Torosidis         |     |     |
| ZA                       | 4  | Kostas Manolas            |     |     |
| ZA                       | 19 | Sokratis Papastathopoulos | 52' |     |
| LE                       | 20 | José Holebas              |     |     |
| VO                       | 21 | Kostas Katsouranis (c.)   |     |     |
| MD                       | 14 | Dimitris Salpigidis       | 55' | 57' |
| MC                       | 2  | Giannis Maniatis          |     |     |
| MC                       | 8  | Panagiotis Kone           |     | 78' |
| ME                       | 7  | Georgios Samaras          |     |     |
| AT                       | 17 | Theofanis Gekas           |     | 64' |
| Canvis:                  |    |                           |     |     |
| AT                       | 18 | Ioannis Fetfatzidis       |     | 57' |
| AT                       | 9  | Konstantinos Mitroglou    |     | 64' |
| MC                       | 10 | Giorgos Karagounis        |     | 78' |
| Entrenador:              |    |                           |     |     |
| Portugal Fernando Santos |    |                           |     |     |

| Àrbitres assistents: · Estats Units Mark Hurd · Canadà Joe Fletcher · Quart àrbitre: · Iran Alireza Faghani · Cinquè àrbitre: · Iran Hassan Kamranifar |

### Costa d'Ivori - Japó
| Costa d'Ivori           | 2-1     | Japó      |
| ----------------------- | ------- | --------- |
| Bony 64' · Gervinho 66' | Detalls | Honda 16' |

| C. d'Ivori | Japó |

| · Costa d'Ivori: |    |                 |     |     |
|                  |    |                 |     |     |
| GR               | 1  | Boubacar Barry  |     |     |
| LD               | 17 | Serge Aurier    |     |     |
| ZA               | 5  | Didier Zokora   | 58' |     |
| ZA               | 22 | Sol Bamba       | 54' |     |
| LE               | 3  | Arthur Boka     |     | 75' |
| MC               | 9  | Cheick Tioté    |     |     |
| MC               | 20 | Serey Die       |     | 62' |
| MA               | 19 | Yaya Touré (c.) |     |     |
| AT               | 8  | Salomon Kalou   |     |     |
| AT               | 12 | Wilfried Bony   |     | 78' |
| AT               | 10 | Gervinho        |     |     |
| Canvis:          |    |                 |     |     |
| AT               | 11 | Didier Drogba   |     | 62' |
| DF               | 18 | Constant Djakpa |     | 75' |
| AT               | 13 | Didier Ya Konan |     | 78' |
| Entrenador:      |    |                 |     |     |
| Sabri Lamouchi   |    |                 |     |     |

| · Japó:            |    |                    |     |     |
|                    |    |                    |     |     |
| GR                 | 1  | Eiji Kawashima     |     |     |
| LE                 | 2  | Atsuto Uchida      |     |     |
| ZA                 | 22 | Maya Yoshida       | 23' |     |
| ZA                 | 6  | Masato Morishige   | 64' |     |
| LD                 | 5  | Yuto Nagatomo      |     |     |
| MC                 | 16 | Hotaru Yamaguchi   |     |     |
| MC                 | 17 | Makoto Hasebe (c.) |     | 54' |
| MA                 | 9  | Shinji Okazaki     |     |     |
| MA                 | 4  | Keisuke Honda      |     |     |
| MA                 | 10 | Shinji Kagawa      |     | 86' |
| AT                 | 18 | Yuya Osako         |     | 67' |
| Canvis:            |    |                    |     |     |
| MC                 | 7  | Yasuhito Endō      |     | 54' |
| AT                 | 13 | Yoshito Okubo      |     | 67' |
| MC                 | 11 | Yoichiro Kakitani  |     | 86' |
| Entrenador:        |    |                    |     |     |
| Alberto Zaccheroni |    |                    |     |     |

| Àrbitres assistents: · Carlos Astroza · Sergio Román · Quart àrbitre: · Néant Alioum · Cinquè àrbitre: · Djibril Camara |

### Colòmbia - Costa d'Ivori
| Colòmbia                     | 2-1     | Costa d'Ivori |
| ---------------------------- | ------- | ------------- |
| Rodríguez 64' · Quintero 70' | Detalls | Gervinho 73'  |

| Colòmbia | Costa d'Ivori |

| Colòmbia · Colòmbia: |    |                         |  |     |
|                      |    |                         |  |     |
| GR                   | 1  | David Ospina            |  |     |
| LD                   | 18 | Juan Camilo Zúñiga      |  |     |
| ZA                   | 2  | Cristián Zapata         |  |     |
| ZA                   | 3  | Mario Yepes (c.)        |  |     |
| LE                   | 7  | Pablo Armero            |  | 72' |
| MC                   | 8  | Abel Aguilar            |  | 79' |
| MC                   | 6  | Carlos Sánchez          |  |     |
| MD                   | 11 | Juan Guillermo Cuadrado |  |     |
| MA                   | 10 | James Rodríguez         |  |     |
| ME                   | 14 | Víctor Ibarbo           |  | 53' |
| AT                   | 9  | Teófilo Gutiérrez       |  |     |
| Canvis:              |    |                         |  |     |
| MC                   | 20 | Juan Quintero           |  | 53' |
| ZA                   | 4  | Santiago Arias          |  | 72' |
| MC                   | 15 | Alexander Mejía         |  | 79' |
| Entrenador:          |    |                         |  |     |
| José Pékerman        |    |                         |  |     |

| Costa d'Ivori · Costa d'Ivori: |    |                 |     |     |
|                                |    |                 |     |     |
| GR                             | 1  | Boubacar Barry  |     |     |
| LD                             | 17 | Serge Aurier    |     |     |
| ZA                             | 5  | Didier Zokora   | 55' |     |
| ZA                             | 22 | Sol Bamba       |     |     |
| LE                             | 3  | Arthur Boka     |     |     |
| MC                             | 20 | Serey Die       |     | 73' |
| MC                             | 9  | Cheick Tioté    | 90' |     |
| MD                             | 10 | Gervinho        |     |     |
| MA                             | 19 | Yaya Touré (c.) |     |     |
| ME                             | 15 | Max Gradel      |     | 67' |
| AT                             | 12 | Wilfried Bony   |     | 60' |
| Canvis:                        |    |                 |     |     |
| AT                             | 11 | Didier Drogba   |     | 60' |
| AT                             | 8  | Salomon Kalou   |     | 67' |
| MC                             | 6  | Mathis Bolly    |     | 73' |
| Entrenador:                    |    |                 |     |     |
| Sabri Lamouchi                 |    |                 |     |     |

| Àrbitres assistents: · Anglaterra Michael Mullarkey · Anglaterra Darren Cann · Quart àrbitre: · Perú Víctor Carrillo · Cinquè àrbitre: · Paraguai Rodney Aquino |

### Japó - Grècia
| Japó | 0-0     | Grècia |
| ---- | ------- | ------ |
|      | Detalls |        |

| Japó | Grècia |

| Japó · Japó:       |    |                    |     |     |
|                    |    |                    |     |     |
| GR                 | 1  | Eiji Kawashima     |     |     |
| LD                 | 2  | Atsuto Uchida      |     |     |
| ZA                 | 22 | Maya Yoshida       |     |     |
| ZA                 | 15 | Yasuyuki Konno     |     |     |
| LE                 | 5  | Yuto Nagatomo      |     |     |
| MC                 | 16 | Hotaru Yamaguchi   |     |     |
| MC                 | 17 | Makoto Hasebe (c.) | 12' | 46' |
| MMD                | 9  | Shinji Okazaki     |     |     |
| MA                 | 4  | Keisuke Honda      |     |     |
| MD                 | 13 | Yoshito Okubo      |     |     |
| AT                 | 18 | Yuya Osako         |     | 57' |
| Canvis:            |    |                    |     |     |
| MC                 | 7  | Yasuhito Endō      |     | 46' |
| MC                 | 10 | Shinji Kagawa      |     | 57' |
|                    |    |                    |     |     |
| Técnico:           |    |                    |     |     |
| Alberto Zaccheroni |    |                    |     |     |

| Grècia · Grècia: |    |                           |          |     |
|                  |    |                           |          |     |
| GR               | 1  | Orestis Karnezis          |          |     |
| LD               | 15 | Vasilis Torosidis         | 89'      |     |
| ZA               | 4  | Kostas Manolas            |          |     |
| ZA               | 19 | Sokratis Papastathopoulos |          |     |
| LE               | 20 | José Holebas              |          |     |
| VO               | 21 | Kostas Katsouranis (c.)   | 27', 38' |     |
| MC               | 2  | Giannis Maniatis          |          |     |
| MC               | 8  | Panagiotis Kone           |          | 81' |
| MD               | 18 | Ioannis Fetfatzidis       |          | 41' |
| ME               | 7  | Georgios Samaras          | 55'      |     |
| AT               | 9  | Konstantinos Mitroglou    |          | 35' |
| Canvis:          |    |                           |          |     |
| AT               | 17 | Theofanis Gekas           |          | 35' |
| MC               | 10 | Giorgos Karagounis        |          | 41' |
| AT               | 14 | Dimitris Salpigidis       |          | 81' |
| Entrenador:      |    |                           |          |     |
| Fernando Santos  |    |                           |          |     |

| Àrbitres assistents: · El Salvador William Torres · El Salvador Juan Zumba · Quart àrbitre: · Tahití Norbert Hauata · Cinquè àrbitre: · Kenya Marwa Range |

### Japó - Colòmbia
| Japó          | 1-4     | Colòmbia                                                |
| ------------- | ------- | ------------------------------------------------------- |
| Okazaki 45+1' | Detalls | Cuadrado 17' (pen.) · Martínez 55', 82' · Rodríguez 90' |

| Japó | Colòmbia |

| Japó · Japó:       |    |                    |     |     |
|                    |    |                    |     |     |
| GR                 | 1  | Eiji Kawashima     |     |     |
| LD                 | 2  | Atsuto Uchida      |     |     |
| ZA                 | 22 | Maya Yoshida       |     |     |
| ZA                 | 15 | Yasuyuki Konno     | 16' |     |
| LE                 | 5  | Yuto Nagatomo      |     |     |
| MC                 | 14 | Toshihiro Aoyama   |     | 62' |
| MC                 | 17 | Makoto Hasebe (c.) |     |     |
| MD                 | 9  | Shinji Okazaki     |     | 69' |
| MA                 | 4  | Keisuke Honda      |     |     |
| ME                 | 10 | Shinji Kagawa      |     | 85' |
| AT                 | 13 | Yoshito Okubo      |     |     |
| Canvis:            |    |                    |     |     |
| MC                 | 16 | Hotaru Yamaguchi   |     | 62' |
| AT                 | 11 | Yoichiro Kakitani  |     | 69' |
| MC                 | 8  | Hiroshi Kiyotake   |     | 85' |
| Entrenador:        |    |                    |     |     |
| Alberto Zaccheroni |    |                    |     |     |

| Colòmbia · Colòmbia: |    |                   |     |     |
|                      |    |                   |     |     |
| GR                   | 1  | David Ospina (c.) |     | 85' |
| LD                   | 4  | Santiago Arias    |     |     |
| ZA                   | 23 | Carlos Valdés     |     |     |
| ZA                   | 16 | Éder Balanta      |     |     |
| LE                   | 7  | Pablo Armero      |     |     |
| MC                   | 15 | Alexander Mejía   |     |     |
| MC                   | 13 | Fredy Guarín      | 63' |     |
| MA                   | 11 | Juan Cuadrado     |     | 46' |
| MA                   | 20 | Juan Quintero     |     | 46' |
| AT                   | 19 | Adrián Ramos      |     |     |
| AT                   | 21 | Jackson Martínez  |     |     |
| Canvis:              |    |                   |     |     |
| MC                   | 5  | Carlos Carbonero  |     | 46' |
| MC                   | 10 | James Rodríguez   |     | 46' |
| GR                   | 22 | Faryd Mondragón   |     | 85' |
| Entrenador:          |    |                   |     |     |
| José Pékerman        |    |                   |     |     |

| Àrbitres assistents: · Portugal Bertinho Cunha · Portugal Tiago Trigo · Quart àrbitre: · Panamà Roberto Moreno · Cinquè àrbitre: · Estats Units Eric Boria |

### Grècia - Costa d'Ivori
| Grècia                             | 2-1     | Costa d'Ivori |
| ---------------------------------- | ------- | ------------- |
| Sàmaris 42' · Samaràs 90+3' (pen.) | Detalls | Bony 74'      |

| Grècia | C. d'Ivori |

| Grècia · Grècia: |    |                            |  |     |
|                  |    |                            |  |     |
| GR               | 1  | Orestis Karnezis           |  | 24' |
| LD               | 15 | Vasilis Torosidis          |  |     |
| ZA               | 4  | Kostas Manolas             |  |     |
| ZA               | 19 | Sokratis Papastathopoulos  |  |     |
| LE               | 20 | José Holebas               |  |     |
| VO               | 10 | Giorgos Karagounis (c.)    |  | 78' |
| MC               | 2  | Giannis Maniatis           |  |     |
| MC               | 16 | Lazaros Christodoulopoulos |  |     |
| AD               | 8  | Panagiotis Kone            |  | 12' |
| AE               | 7  | Georgios Samaras           |  |     |
| AT               | 14 | Dimitris Salpigidis        |  |     |
| Canvis:          |    |                            |  |     |
| MC               | 22 | Andreas Samaris            |  | 12' |
| GR               | 12 | Panagiotis Glykos          |  | 24' |
| AT               | 17 | Theofanis Gekas            |  | 78' |
| Entrenador:      |    |                            |  |     |
| Fernando Santos  |    |                            |  |     |

| Costa d'Ivori · Costa d'Ivori: |    |                    |     |     |
|                                |    |                    |     |     |
| GR                             | 1  | Boubacar Barry     |     |     |
| LD                             | 17 | Serge Aurier       |     |     |
| ZA                             | 4  | Kolo Touré         |     |     |
| ZA                             | 22 | Sol Bamba          |     |     |
| LE                             | 3  | Arthur Boka        |     |     |
| MC                             | 9  | Cheick Tioté       |     | 61' |
| MC                             | 20 | Serey Die          | 70' |     |
| MD                             | 8  | Salomon Kalou      | 62' |     |
| MA                             | 19 | Yaya Touré         |     |     |
| ME                             | 10 | Gervinho           |     | 83' |
| AT                             | 11 | Didier Drogba (c.) | 37' | 79' |
| Canvis:                        |    |                    |     |     |
| AT                             | 12 | Wilfried Bony      |     | 61' |
| MC                             | 14 | Ismaël Diomandé    |     | 79' |
| AT                             | 21 | Giovanni Sio       |     | 83' |
| Entrenador:                    |    |                    |     |     |
| Sabri Lamouchi                 |    |                    |     |     |

| Àrbitres assistents: · Equador Christian Lescano · Equador Byron Romero · Quart àrbitre: · Brasil Sandro Ricci · Cinquè àrbitre: · Brasil Emerson de Carvalho |